# Крокус Экспо

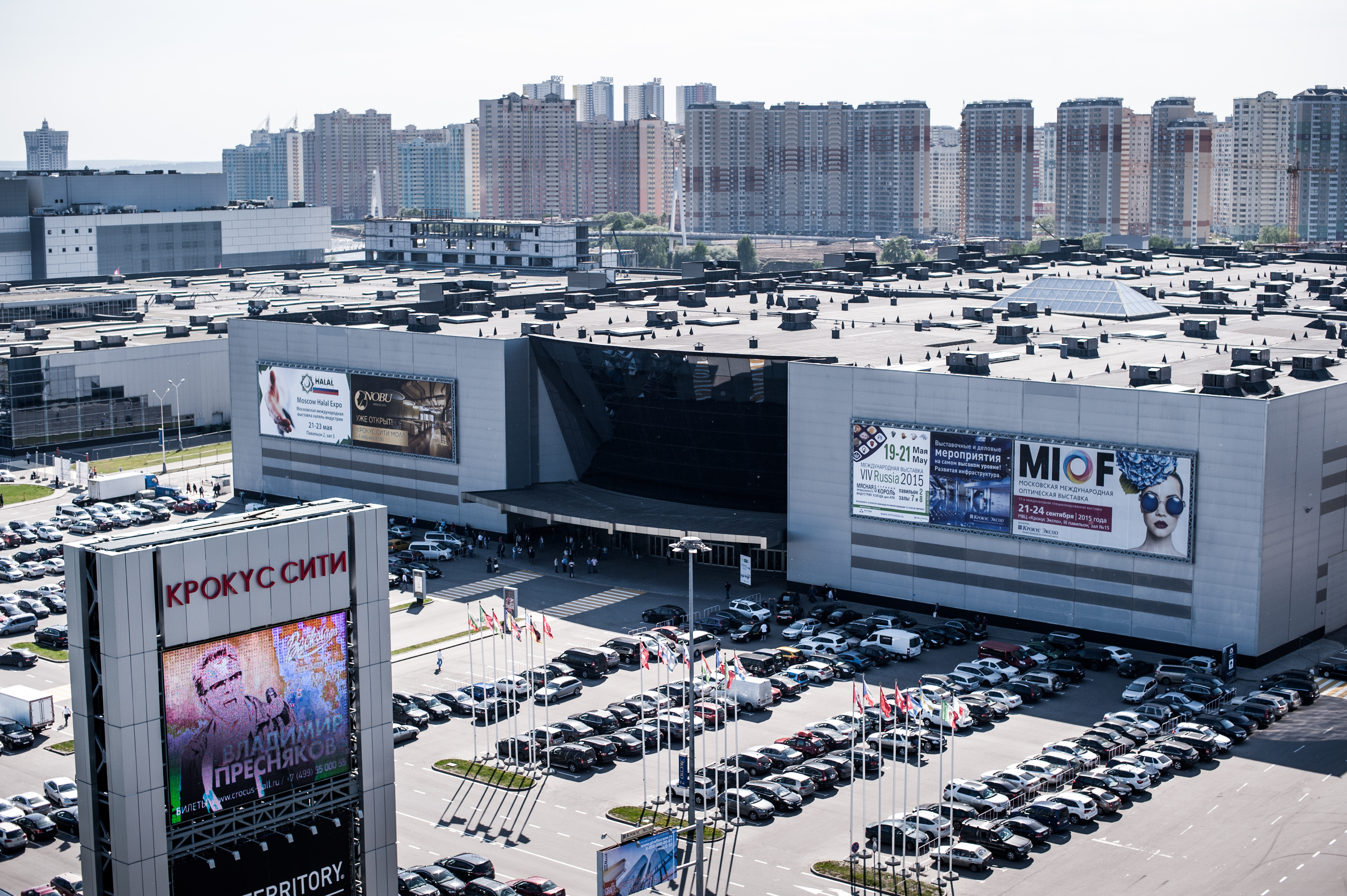
Крокус Экспо

Крокус Экспо — выставочная площадка в городе Красногорске Московской области, рядом с МКАД между Новорижским и Волоколамским шоссе на берегу Москвы-реки. Является частью крупнейшего в России торгово-выставочного и делового центра «Крокус-Сити».
Член Всемирной ассоциации выставочной индустрии в категориях «Организатор выставок» и «Выставочный центр». Член Международной ассоциации конгрессных центров (AIPC).

## История
Официальное открытие первого павильона выставочного центра состоялось 18 марта 2004 года.
В 2007 году по данным Российского Союза выставок и ярмарок (РСВЯ) центр находится на 9-м месте в списке крупнейших по площади выставочных центров в мире. С 2008 года «Крокус Экспо» является членом Международной ассоциации конгрессных центров (AIPC)
22 марта 2024 года в концертном зале «Крокус Сити Холл», который так же как и «Крокус Экспо» является частью торгово-выставочного и делового центра «Крокус-Сити», был совершён теракт, частично затронувший и третий павильон «Крокус Экспо».

## Инфраструктура

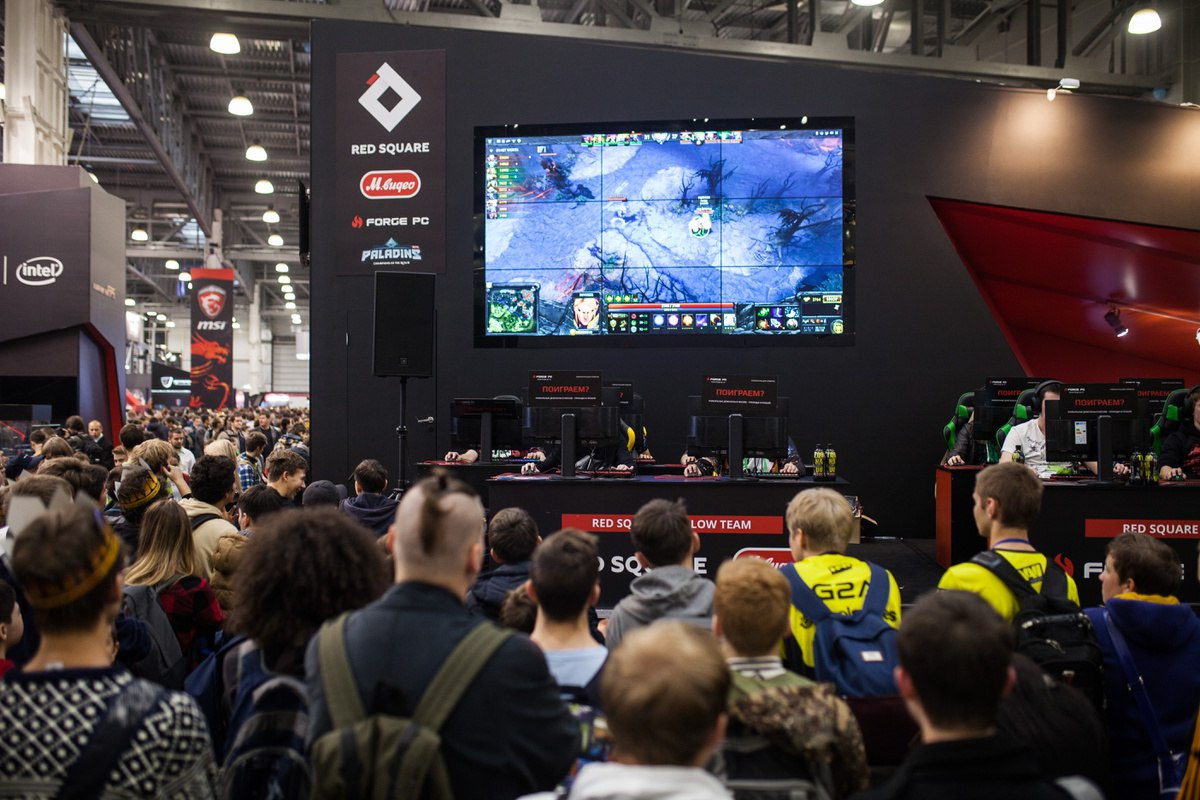
Стенд бренда Red Square на выставке «Игромир» в 2016 году, проходящей ежегодно с 2011 года в павильонах «Крокус Экспо»

Многофункциональный выставочный центр «Крокус Экспо» имеет площадь 585 100 м², на которой размещены:
- 19 выставочных залов
- 52 конференц-зала разной вместимости и конфигурации
- уникальный трансформируемый зал «Крокус Конгресс Холл», объединяющий 36 конференц-залов с опцией выстраивания помещений любых конфигураций и размеров
- многофункциональный концертный зал «Крокус Сити Холл» на 7233 места
- бизнес-отель «Аквариум» (3*) на 225 номеров
- бесплатная стоянка на 35 500 машино-мест
- гардероб на 8000 мест
- отделения банков, кафе и рестораны, гардероб, таможенный пост, такелажная служба.

В декабре 2009 года на территории «Крокус Экспо» открылась станция метро «Мякинино» (Арбатско-Покровская линия), обеспечивающая выход пассажиров метро непосредственно в выставочный центр.